# Kennedy Kiptoo
Kennedy Lilan Kiptoo (11 gennaio 1987) è un maratoneta keniota.

## Competizioni internazionali
2010
- Argento alla Maratona di Perth ( Perth) - 2h15'21"
- Oro alla Maratona di Bangkok ( Bangkok) - 2h16'10"
- Argento alla Maratona di Kuala Lumpur ( Kuala Lumpur) - 2h16'54"
- Oro alla Mezza maratona di Ipoh ( Ipoh) - 1h02'47"

2011
- Argento alla Maratona di Zhengzhou ( Zhengzhou) - 2h11'36"
- 5º alla Maratona di Macao ( Macao) - 2h13'07"
- Oro alla Maratona di Khon Kaen ( Khon Kaen) - 2h16'44"
- Bronzo alla Maratona di Perth ( Perth) - 2h18'47"
- Oro alla Maratona di Kuala Lumpur ( Kuala Lumpur) - 2h20'08"
- Oro alla Mezza maratona di Ipoh ( Ipoh) - 1h01'35"

2012
- 4º alla Maratona di Hong Kong ( Hong Kong) - 2h12'42"
- Oro alla Maratona di Kuala Lumpur ( Kuala Lumpur) - 2h14'46"
- Oro alla Maratona di Perth ( Perth) - 2h16'40"
- Oro alla Maratona di Bali ( Gianyar) - 2h16'54"
- Oro alla Maratona di Singapore ( Singapore) - 2h17'21"
- Oro alla Mezza maratona di Ipoh ( Ipoh) - 1h00'16"
- Oro alla Mezza maratona di Kuala Terengganu ( Kuala Terengganu) - 1h03'43"
- Oro alla Mezza maratona di Singapore ( Singapore) - 1h04'24"

2013
- 4º alla Maratona di Hong Kong ( Hong Kong) - 2h14'55"
- Argento alla Maratona di Perth ( Perth) - 2h16'06"
- Oro alla Maratona di Bali ( Gianyar) - 2h18'51"
- Oro alla Maratona di Kuala Lumpur ( Kuala Lumpur) - 2h19'01"

2014
- Argento alla Maratona di Giacarta ( Giacarta) - 2h16'47"
- Oro alla Maratona di Kuala Lumpur ( Kuala Lumpur) - 2h17'47"
- Oro alla Maratona di Bali ( Gianyar) - 2h18'52"
- 9º alla Maratona di Singapore ( Singapore) - 2h27'25"

2015
- Argento alla Maratona di Bali ( Gianyar) - 2h17'19"
- 6º alla Maratona di Singapore ( Singapore) - 2h20'47"
- 4º alla Maratona di Giacarta ( Giacarta) - 2h22'22"
- Oro alla Mezza maratona di Borobudur ( Borobudur) - 1h06'10"

2016
- Bronzo alla Maratona di Zhengzhou ( Zhengzhou) - 2h11'41"
- Oro alla Maratona di Kuala Lumpur ( Kuala Lumpur) - 2h18'57"
- Oro alla Maratona di Kangar ( Kangar) - 2h19'12"
- Oro alla Maratona di Giacarta ( Giacarta) - 2h21'24"
- 11º alla Maratona di Singapore ( Singapore) - 2h23'30"

2017
- Bronzo alla Maratona di Bali ( Gianyar) - 2h19'31"
- Argento alla Maratona di Kuala Lumpur ( Kuala Lumpur) - 2h19'34"
- 5º alla Maratona di Singapore ( Singapore) - 2h24'11"
- Argento alla Maratona di Magelang ( Magelang) - 2h26'40"
- Argento alla Mezza maratona di Kuala Lumpur ( Kuala Lumpur) - 1h06'46"
- Oro alla MILO International ( Giacarta) - 29'34"

2018
- Bronzo alla Maratona di Kuala Lumpur ( Kuala Lumpur) - 2h18'43"
- 5º alla Maratona di George Town ( George Town) - 2h30'59"
- Bronzo alla Mezza aratona di Borobudur ( Borobudur) - 1h08'37"
- Oro alla Mezza maratona di Giacarta ( Giacarta) - 1h08'44"

2019
- Oro alla Maratona di Kaohsiung ( Kaohsiung) - 2h18'49"
- 9º alla Maratona di Dakar ( Dakar) - 2h23'38"
- 7º alla Maratona di Kuala Lumpur ( Kuala Lumpur) - 2h25'30"